# Helen Binaová
Helen Binaová (19. května 1912 Chicago, Illinois – 15. března 1983 Framingham, Massachusetts) byla americká rychlobruslařka.
Startovala v ukázkových ženských závodech na Zimních olympijských hrách 1932. Na distanci 500 m se umístila na šesté příčce, na trati 1000 m byla vyřazena v rozjížďkách a v závodě na 1500 m skončila na třetím místě. Následující rok se zúčastnila prvního neoficiálního ženského Mistrovství světa 1933, kde se umístila na třetí příčce.